# Transitus
Transitus – nabożeństwo upamiętniające śmierć św. Franciszka z Asyżu, który zmarł w nocy 3 października 1226 roku przy kapliczce Porcjunkuli, kolebce zakonu.
Rodzina franciszkańska na całym świecie, zgodnie z wielowiekową tradycją, spotyka się w wigilię uroczystości św. Franciszka na tym nabożeństwie.

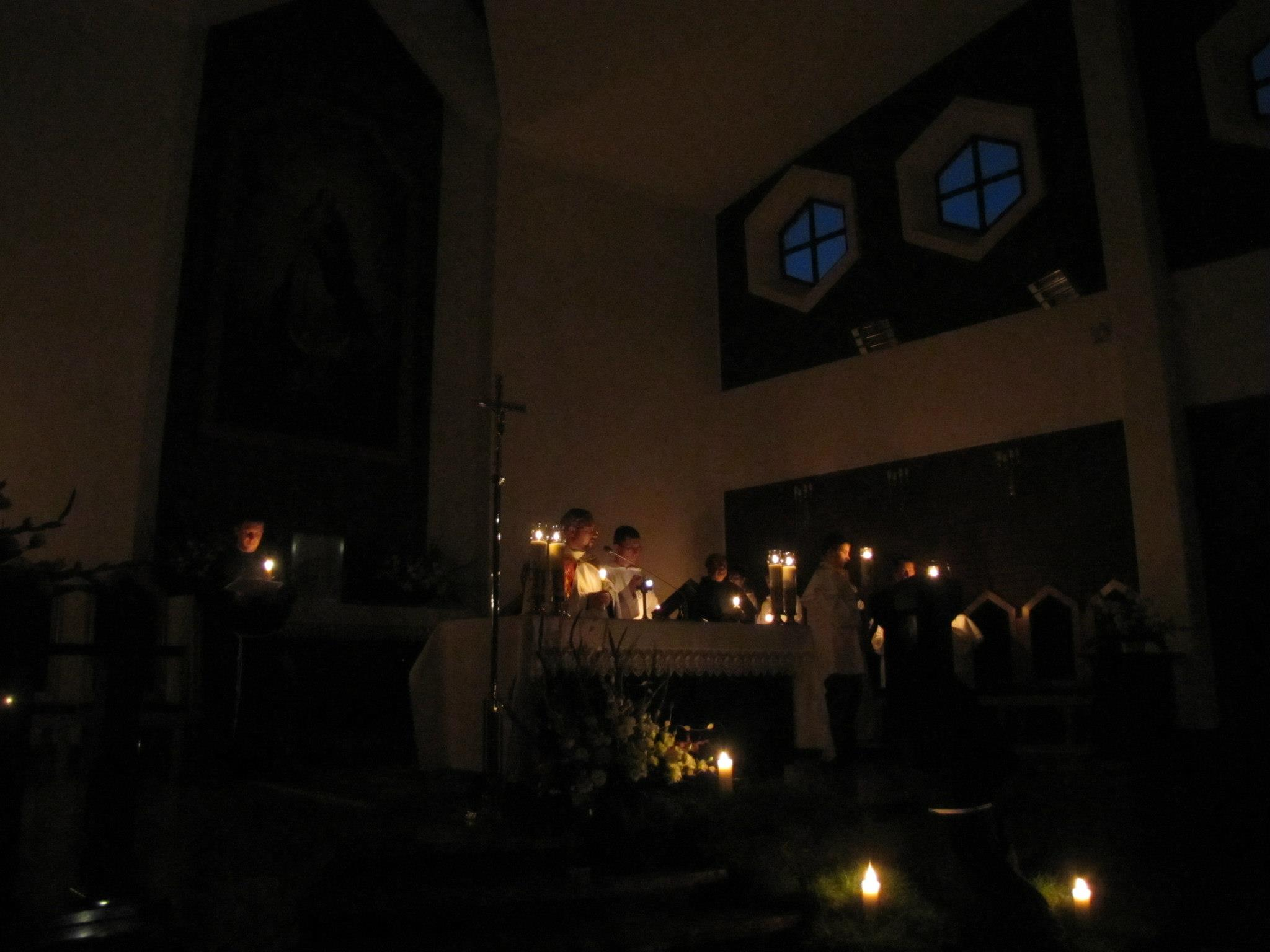
Transitus w parafii MB Niepokalanej w Harmężach

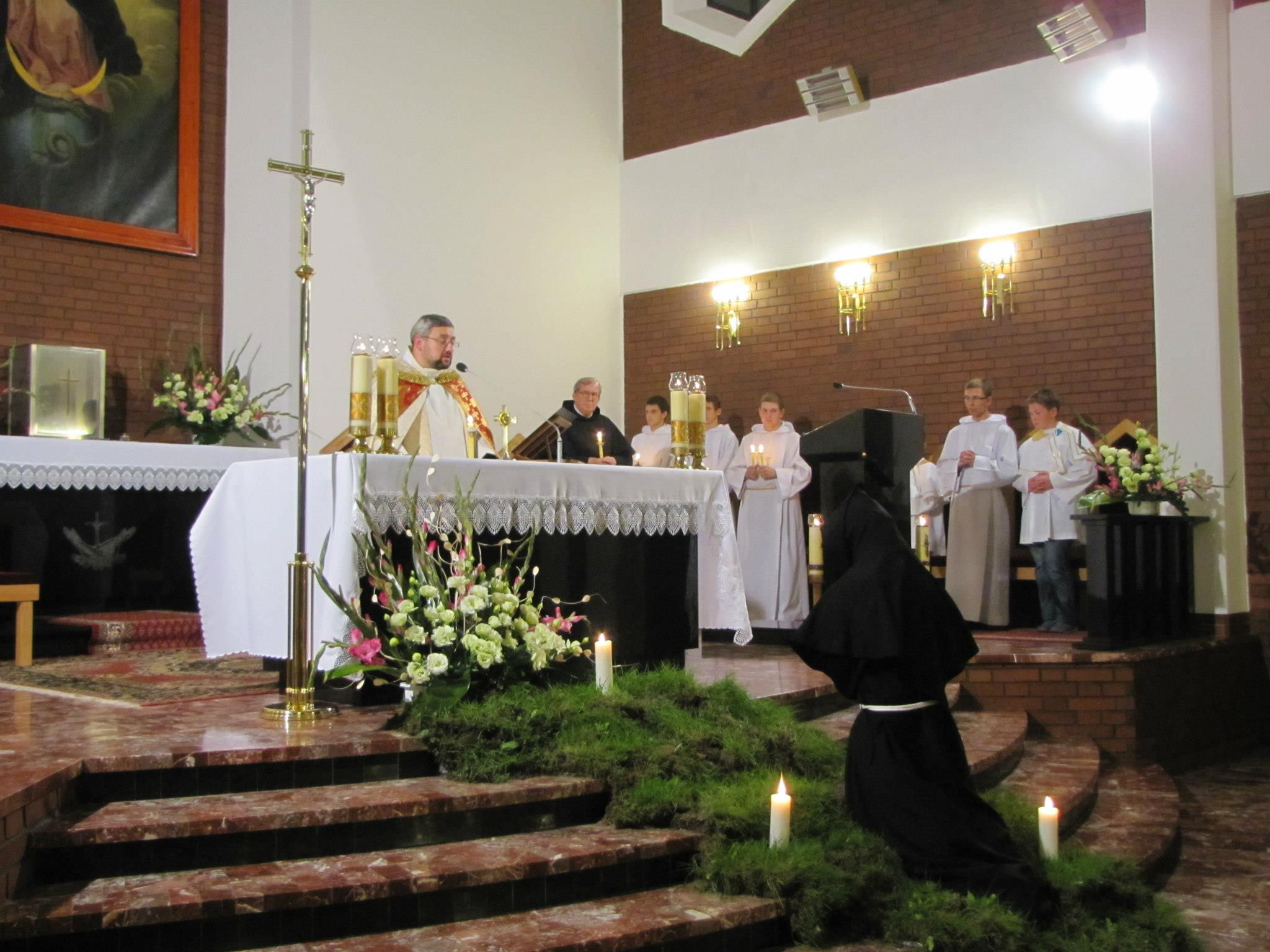
Transitus w parafii MB Niepokalanej w Harmężach